# Museo d'arte moderna (Città del Messico)
Il Museo de Arte Moderno (MAM) è il Museo d'arte moderna di Città del Messico, polo culturale dedicato principalmente a preservare, studiare e diffondere l'arte messicana prodotta a partire dagli anni venti del Novecento. La sua sede, ubicata sul viale della Riforma all'interno del bosco di Chapultepec, è stata inaugurata il 20 settembre 1964 e costruita su iniziativa dell'allora presidente Adolfo López Mateos, responsabile di gran parte dell'infrastruttura culturale del centro del Paese.

## Storia
Precursore del MAM è il Museo Nacional de Artes Plásticas (Museo Nazionale delle Arti Plastiche), allestito nel 1947 per volontà di Carlos Chávez e ubicato provvisoriamente all'interno del Palazzo delle Belle Arti,  in base a una concezione museologica dell'arte moderna all'interno di uno schema curatoriale più ampio, che inizia dalla storia dell'arte messicana precedente la conquista spagnola.
Nel 1953 Carmen Barreda, direttrice del Salón de la Plástica Mexicana e prima direttrice del MAM dal 1964 al 1972, promuove la costituzione di un polo destinato a preservare, studiare e diffondere l'arte moderna. La creazione di tale polo rientra nel progetto dell'amministrazione del presidente López Mateo, che nello stesso anno conduce all'inaugurazione dell'ex Pinacoteca nazionale dei vicereali di San Diego (8 agosto), del Museo nazionale di antropologia (17 settembre), del Museo Anahuacalli (18 settembre), del Museo nazionale del Vicereame nel Tepotzotlán (19 settembre), e del Museo di storia naturale nel bosco di Chapultepec (24 ottobre). Nello stesso anno viene inaugurato anche il museo della zona archeologica di Teotihuacan.
Il progetto globale si concretizza nel giro di un decennio, durante il quale vengono inaugurati o cambiano destinazione d'uso altri spazi: in tal modo si aprono ai visitatori nel 1960 il Museo delle arti e delle scienze (MUCA) e il Museo di storia detto del Caracol, così denominato per la forma a conchiglia; nel 1961 sorge il Museo Casa di Carranza mentre nel 1964 viene riprogettata la galleria del Palazzo delle belle arti.

## Edificio e sale espositive
L'edificio attuale del MAM è basato sul progetto degli architetti Pedro Ramírez Vázquez e Carlos A. Cazares Salcido, in collaborazione con Rafael Mijares Alcérreca, architetto e pittore messicano. Il progetto originale, comprendente auditorium, biblioteca ed enoteca, non è stato mai completato per intero.
La disposizione degli esterni è opera di Juan Siles, con la direzione dell'artista Helen Escobedo.
Nel museo quattro sale hanno il nome di altrettante personalità dell'ambiente culturale messicano del Novecento: Xavier Villaurrutia, Carlos Pellicer, Antonieta Rivas Mercado e José Juan Tablada.

## Collezione
Nel museo sono raccolte opere d'arte moderna messicana, prodotta principalmente a partire dagli anni Venti del Novecento, comprendente anche una collezione di fotografie di Manuel Álvarez Bravo. Limiti di spazio impediscono l'esposizione permanente dell'intero patrimonio, che viene presentato di volta in volta nel corso di mostre temporanee.
La collezione permanente del museo, visitabile nella sala C al primo piano dell'edificio principale, include i lavori di vari artisti messicani fra i quali Frida Kahlo, Diego Rivera, Leonora Carrington, Remedios Varo, Gerald Murillo, David Alfaro Siqueiros, José Clemente Orozco, Juan Soriano, Rufino Tamayo, Raúl Anguiano, Federico Cantú Garza, Luis Ortiz Monasterio, e vari autori del Muralismo messicano.
L'atrio e i giardini del museo sono ornati da sculture di artisti nazionali e internazionali.

## Galleria d’immagini

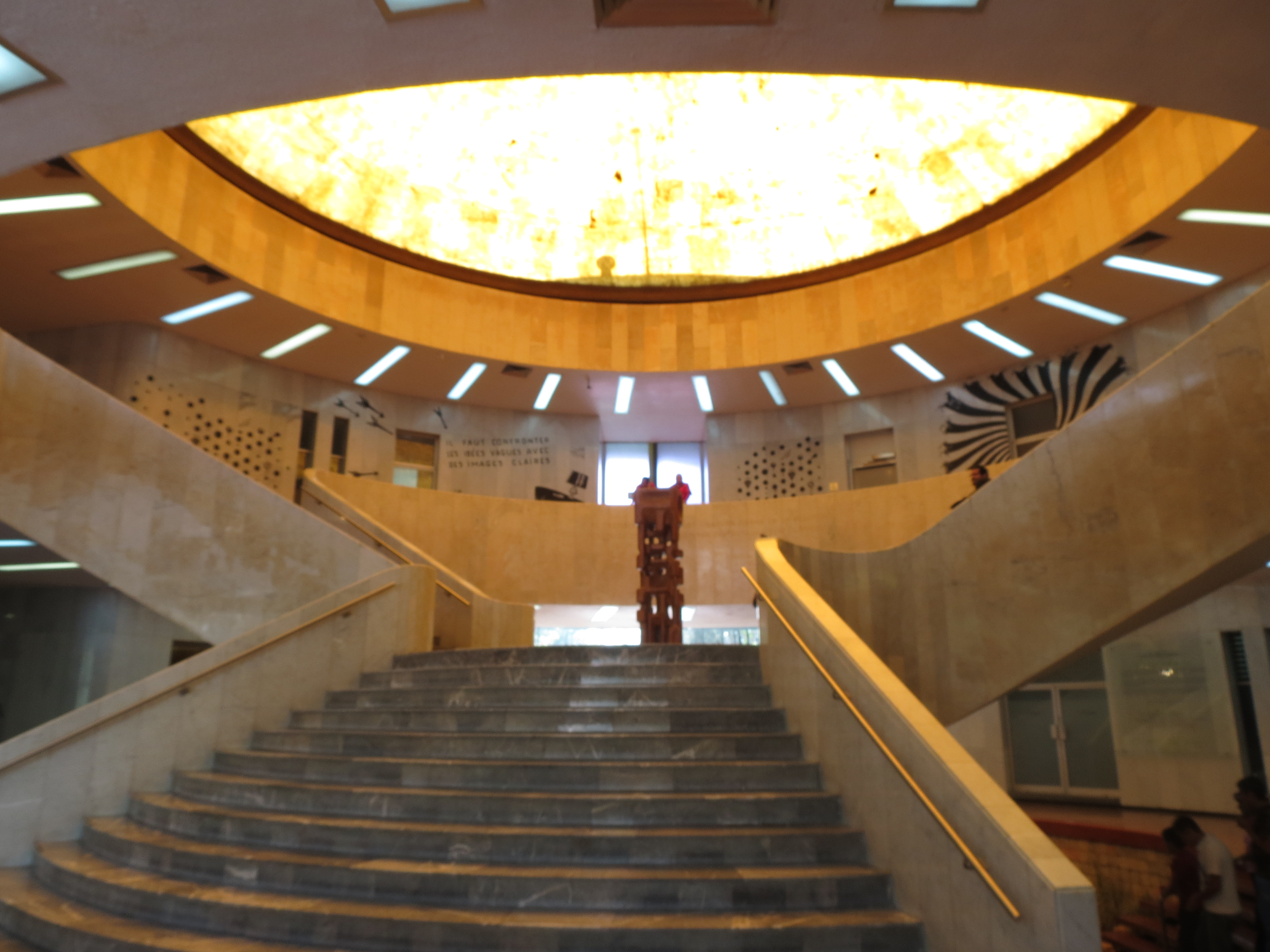
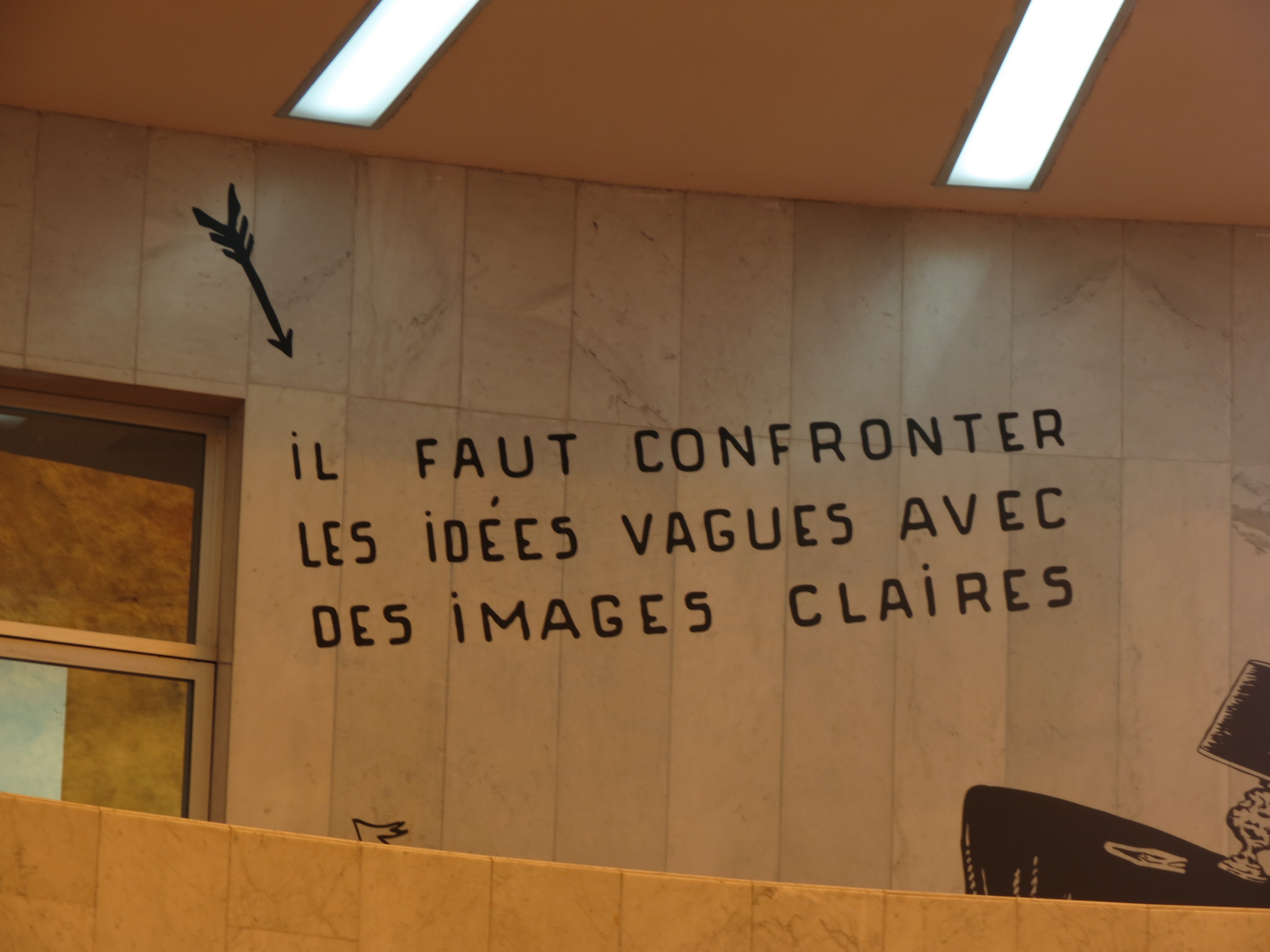
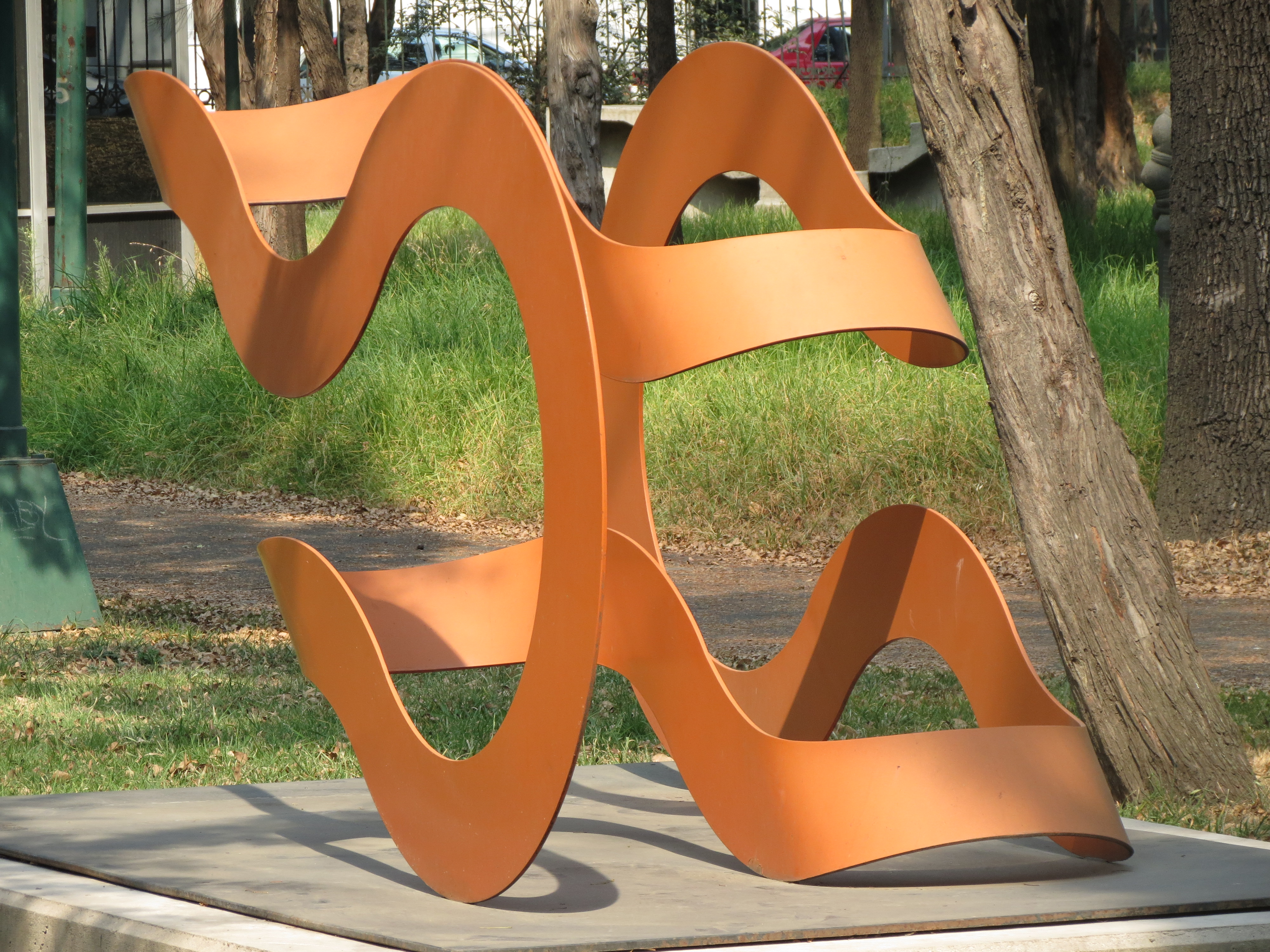
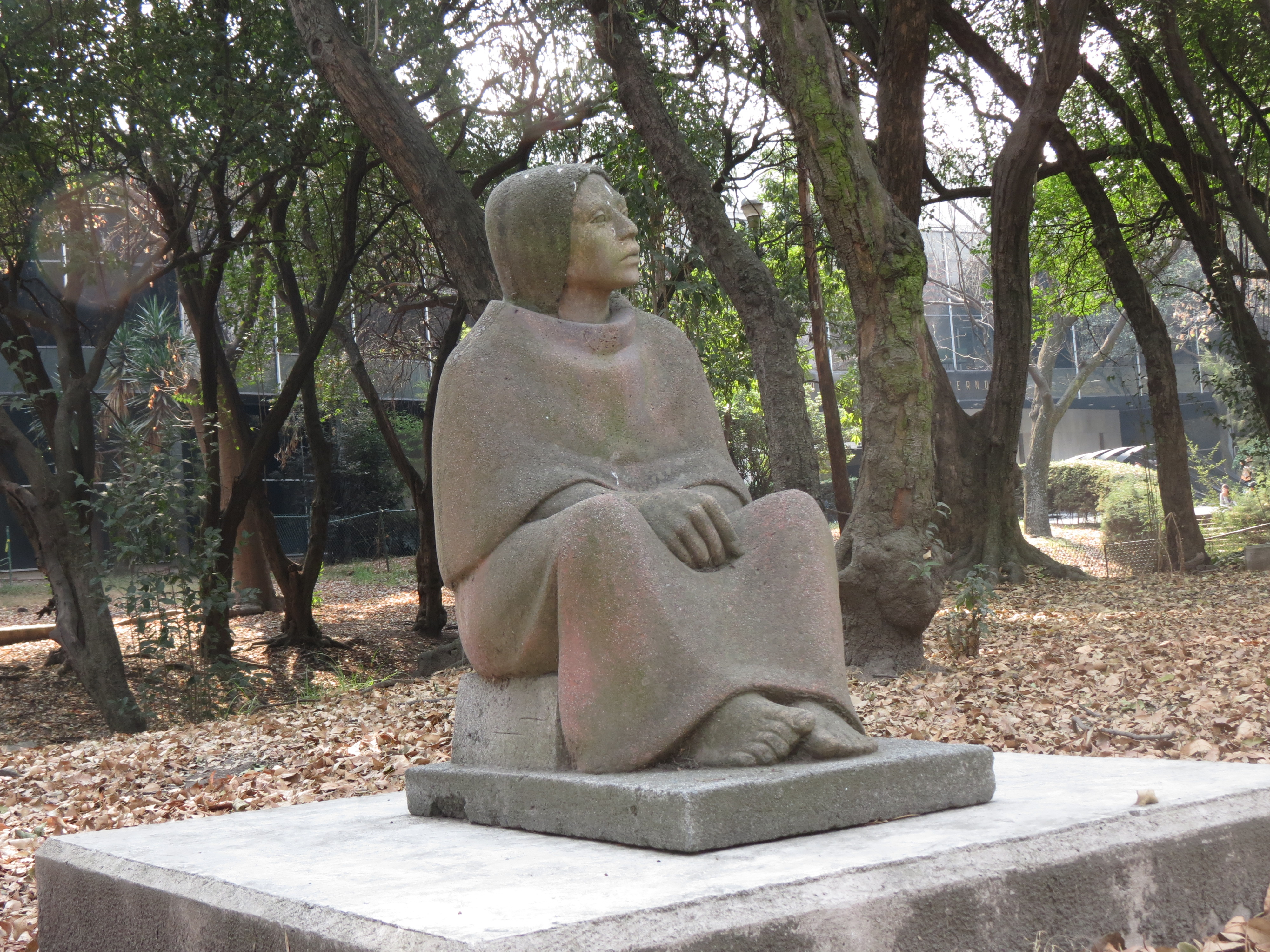

Interni e sculture nei giardini